# Nick Nolte

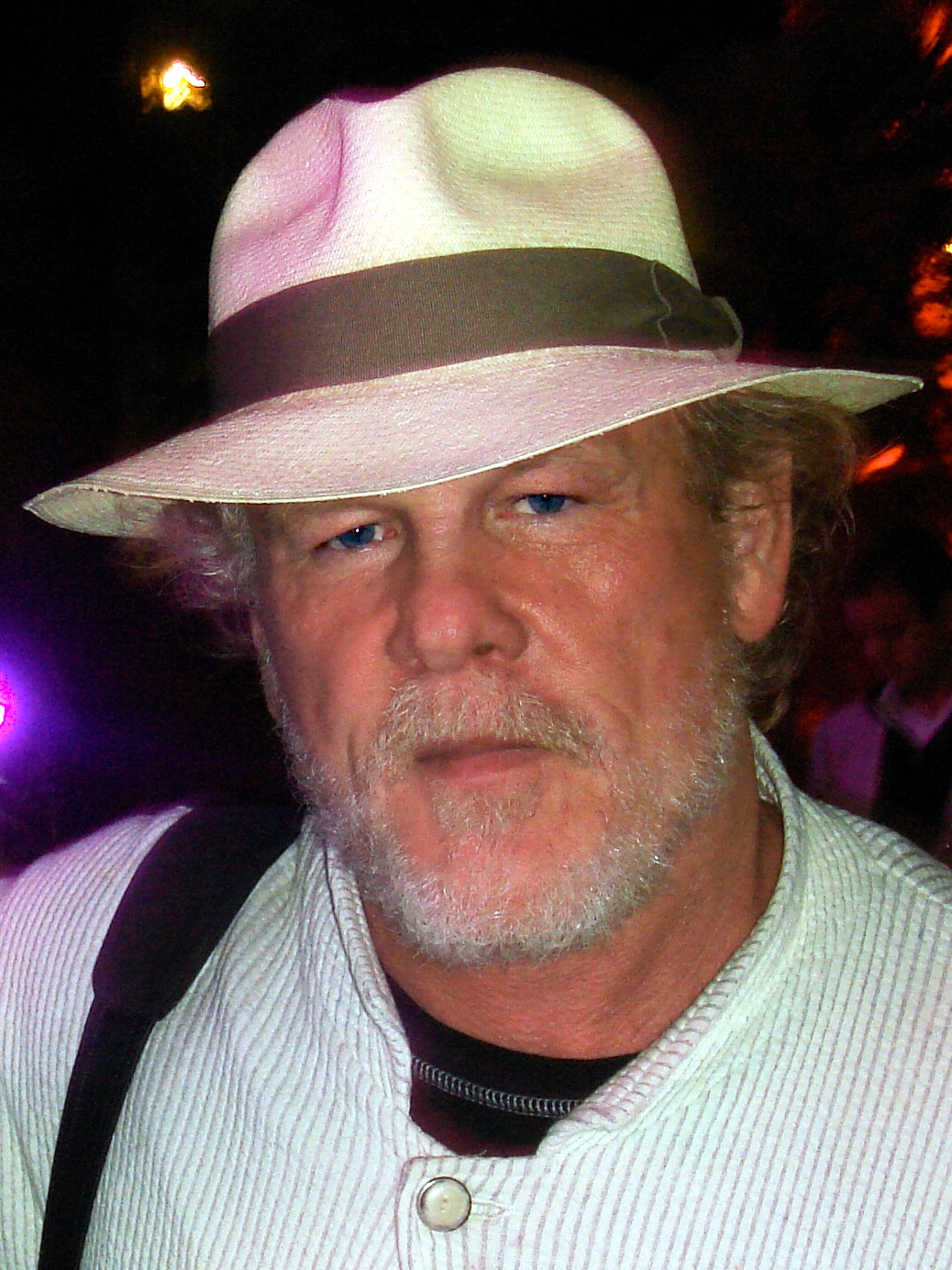
Nick Nolte (2008)

Nicholas King „Nick“ Nolte (* 8. Februar 1941 in Omaha, Nebraska) ist ein US-amerikanischer Schauspieler.

## Karriere
Nolte begann 1960 seine schauspielerische Karriere bei dem amerikanischen Bühnenensemble Actor’s Inner Circle of Phoenix und trat innerhalb der darauffolgenden acht Jahre in etwa 180 Stücken auf.
1968 hatte er Auftritte am Old Log Theater in Minneapolis und mit der Experimentalgruppe La Mama Experimental Theatre in New York City, bis es ihn nach Los Angeles verschlug, wo er sich niederließ. Für kurze Zeit studierte er Schauspiel bei Stella Adler und trat am Pasadena Playhouse in Pasadena auf.
Er konzentrierte sich jedoch bald auf das Film- und Fernsehgeschäft. Einen seiner ersten TV-Auftritte hatte Nolte 1973 in einer Episode der Krimiserie Die Straßen von San Francisco (Folge 2x18 „Der Heckenschütze“). 1977 gelang ihm der Durchbruch mit der Serie Reich und Arm. Im selben Jahr hatte er auch seinen ersten Kinoerfolg mit dem Film Die Tiefe nach dem Roman von Peter Benchley. Nach einigen erfolgreichen Rollen in den 1980er-Jahren stieg er zu einem gefragten Charakterdarsteller auf. 1991 spielte er neben Robert De Niro in Martin Scorseses Publikumserfolg Kap der Angst sowie die Hauptrolle in dem Drama Herr der Gezeiten an der Seite von Barbra Streisand. Nolte wurde für seine Leistung mit dem Golden Globe und anderen Auszeichnungen geehrt. Die Rolle brachte ihm zudem seine erste Oscarnominierung ein.
Nach einigen mäßig erfolgreichen Projekten konnte er 1997 wieder auf sich aufmerksam machen, als er die Hauptrolle in Oliver Stones Thriller U-Turn übernahm. Für seinen Part im Film Der Gejagte von Paul Schrader im selben Jahr wurde Nolte erneut für den Oscar und diverse weitere Preise nominiert. Ein Jahr später erhielt er eine größere Rolle in Terrence Malicks Kriegsfilm Der schmale Grat. Anfang des neuen Jahrtausends wurde seine Hauptrolle im Film Der Dieb von Monte Carlo (2003) von der Kritik hochgelobt, im Filmdrama Clean (2004) spielte er an der Seite von Maggie Cheung, die für ihre Rolle in dem Film den Darstellerpreis der Filmfestspiele von Cannes erhielt. Seither ist Nolte überwiegend in Nebenrollen zu sehen. Die aufsehenerregendste war 2011 im Sportdrama Warrior, für die er seine insgesamt dritte Oscarnominierung erhielt. Tragende Rollen spielte er 2015 im Film Picknick mit Bären an der Seite von Robert Redford und 2018 in dem Filmdrama Head Full of Honey.

## Privates
Nick Nolte fiel immer wieder öffentlich durch übermäßigen Alkoholkonsum auf. So wurde er unter anderem von der Polizei beim Autofahren im betrunkenen Zustand gefasst. Nolte gibt jedoch an, inzwischen vom Alkoholismus geheilt zu sein.
Nolte ist dreifach geschieden und hat zwei Kinder, den Sohn Brawley Nolte (* 1986) aus einer früheren Ehe und eine Tochter mit seiner langjährigen Partnerin Clytie Lane (* 1969). Seine Tochter Sophie Lane Nolte (* 2007) spielte an seiner Seite eine Hauptrolle im Film Head Full of Honey.

## Trivia
Im Jahr 1992 wurde Nolte vom People Magazine zum Sexiest Man Alive gewählt.
Am 20. November 2017 wurde Nolte mit dem 2623. Stern auf dem Hollywood Walk of Fame geehrt.

## Auszeichnungen und Nominierungen
Erhaltene Auszeichnungen:
Boston Society of Film Critics
- 1991: als Bester Hauptdarsteller in Herr der Gezeiten[2]

Golden Globe Award
- 1992: als Bester Hauptdarsteller – Drama in Herr der Gezeiten

New York Film Critics Circle
- 1998: als Bester Schauspieler in Der Gejagte

National Society of Film Critics
- 1999 als Bester Hauptdarsteller in Der Gejagte

Nominierungen:
Oscar
- 1992: als Bester Hauptdarsteller in Herr der Gezeiten
- 1999: als Bester Hauptdarsteller in Der Gejagte
- 2012: als Bester Nebendarsteller in Warrior

## Filmografie (Auswahl)
- 1973: Die Straßen von San Francisco (The Streets of San Francisco, Fernsehserie, Episode 2x18)
- 1974: California Kid (The California Kid) (Fernsehfilm)
- 1974: Wild Drivers (Return to Macon County) – Regie: Richard Compton
- 1975: Deep River – Entscheidung am Fluß (The runaway barge) – Regie: Boris Sagal
- 1976: Reich und Arm (Rich Man, Poor Man, Fernsehserie, 9 Episoden)
- 1977: Die Tiefe (The Deep)
- 1978: Dreckige Hunde (Who’ll Stop the Rain)
- 1979: Die Bullen von Dallas (North Dallas Forty) – Regie: Ted Kotcheff
- 1979: Herzschläge (Heart Beat) – Regie: John Byrum
- 1982: Straße der Ölsardinen (Cannery Row)
- 1982: Nur 48 Stunden (48 Hrs.)
- 1983: Under Fire
- 1984: Grace Quigleys letzte Chance ((The Ultimate Solution of) Grace Quigley) – Regie: Anthony Harvey
- 1984: Die Aufsässigen (Teachers)
- 1986: Zoff in Beverly Hills (Down and Out in Beverly Hills)
- 1987: Ausgelöscht (Extreme Prejudice)
- 1987: Der stählerne Vorhang (Weeds) – Regie: John D. Hancock
- 1988: New Yorker Geschichten (New York Stories) (erste Episode)
- 1989: Farewell to the King
- 1989: Das Bankentrio (The Three Fugitives)
- 1990: Everybody Wins
- 1990: Und wieder 48 Stunden (Another 48 Hrs.)
- 1990: Tödliche Fragen (Questions and Answers)
- 1991: Herr der Gezeiten (The Prince of Tides)
- 1991: Kap der Angst (Cape Fear)
- 1992: The Player
- 1992: Lorenzos Öl (Lorenzo’s Oil)
- 1994: Blue Chips
- 1994: I Love Trouble – Nichts als Ärger (I Love Trouble)
- 1994: I’ll Do Anything oder: Geht’s hier nach Hollywood? (I’ll Do Anything) – Regie: James L. Brooks
- 1995: Jefferson in Paris – Regie: James Ivory
- 1996: Nach eigenen Regeln (Mulholland Falls)
- 1996: Schatten der Schuld (Mother Night)
- 1997: Liebesflüstern (Afterglow)
- 1997: Der Gejagte (Affliction)
- 1997: U-Turn – Kein Weg zurück (U-Turn)
- 1997: Freeze – Alptraum Nachtwache (Night Watch)
- 1998: Der schmale Grat (The Thin Red Line)
- 1999: Breakfast of Champions – Frühstück für Helden (Breakfast of Champions)
- 1999: Simpatico
- 2000: Die goldene Schale (The Golden Bowl)
- 2001: Investigating Sex
- 2002: Der Dieb von Monte Carlo (The Good Thief)
- 2003: Northfork
- 2003: Hulk
- 2004: Clean
- 2004: Beautiful Country
- 2004: Hotel Ruanda (Hotel Rwanda)
- 2005: Neverwas
- 2006: Ab durch die Hecke (Over the Hedge) (Stimme)
- 2006: Papa
- 2006: Peaceful Warrior
- 2008: Ein verhängnisvoller Sommer (The Mysteries of Pittsburgh)
- 2008: Die Geheimnisse der Spiderwicks (The Spiderwick Chronicles)
- 2008: Tropic Thunder
- 2010: Cats & Dogs: Die Rache der Kitty Kahlohr (Cats & Dogs: The Revenge of Kitty Galore) (Stimme)
- 2011: Arthur
- 2011: Warrior
- 2011–2012: Luck (Fernsehserie, 9 Episoden)
- 2012: The Company You Keep – Die Akte Grant (The Company You Keep)
- 2013: Gangster Squad
- 2013: Parker
- 2013: Hateship Loveship
- 2013: Anklage: Mord – Im Namen der Wahrheit (The Trials of Kate McCall)
- 2014: Gracepoint (Fernsehserie, 6 Episoden)
- 2014: Noah
- 2015: Picknick mit Bären (A Walk in the Woods)
- 2015: Run All Night
- 2015: Return to Sender – Das falsche Opfer (Return to Sender)
- 2015: The Ridiculous 6
- 2016–2017: Graves (Fernsehserie, 20 Episoden)
- 2018: Head Full of Honey
- 2018: Padre (The Padre)
- 2019: Angel Has Fallen
- 2019: The Mandalorian (Fernsehserie, Stimme)
- 2022: Blackout – Im Netz des Kartells (Blackout)
- 2023: Poker Face (Fernsehserie, 1 Episode)
- 2025: Die, My Love

## Deutsche Synchronsprecher
Obwohl Nolte in Nur 48 Stunden von Tommi Piper gesprochen wurde, war Nolte seit Mitte der 1980er-Jahre fast ausnahmslos von Thomas Danneberg synchronisiert worden. In Der schmale Grat übernahm Hans-Werner Bussinger die Synchronisation, da John Travolta auch einen Auftritt hatte, der ebenfalls regelmäßig von Danneberg synchronisiert wird. Seit Warrior wird des Öfteren auch wieder Piper auf Nolte besetzt.